# Григорьев, Иван Яковлевич (танкист)
Иван Яковлевич Григорьев (1916—1945) — гвардии старшина Рабоче-крестьянской Красной Армии, участник Великой Отечественной войны, Герой Советского Союза (1945).

## Биография
Иван Григорьев родился в 1916 году в селе Лопуховка (ныне — в Руднянском районе Волгоградской области) в крестьянской семье. Работал трактористом.
В 1937 году Григорьев был призван на службу в Рабоче-крестьянскую Красную Армию. С июня 1941 года — на фронтах Великой Отечественной войны. К августу 1944 года гвардии старшина Иван Григорьев командовал орудием танка 8-го гвардейского танкового полка 19-го танкового корпуса 51-й армии 1-го Прибалтийского фронта. Отличился во время освобождения Литовской ССР.
В боях 5-7 августа 1944 года гвардии старшина Григорьев записал на свой боевой счёт одно уничтоженное штурмовое орудие, был представлен командиром полка к награждению орденом Отечественной войны II степени, однако был награждён орденом Славы III степени.
26 августа 1944 года в бою в районе местечка Наудите Добельского района, действуя в засаде, экипаж танка сорвал атаку тридцати немецких танков и пехоты, уничтожив 6 танков, 2 противотанковых орудия и несколько десятков солдат и офицеров противника.
Погиб в горящем танке, до последнего ведя бой под Триэды 20 февраля 1945 года, уничтожив при этом ещё два танка противника. Похоронен на поле. После войны перезахоронен в братской могиле в городе Приекуле. Позже перезахоронен на Старом Русском кладбище в Махачкале.

## Награды
Указом Президиума Верховного Совета СССР от 24 марта 1945 года гвардии старшина Иван Григорьев посмертно был удостоен высокого звания Героя Советского Союза. Также был награждён орденом Ленина, Отечественной войны 2-й степени (посмертно), Славы 3-й степени, а также рядом медалей, в том числе двумя медалями «За отвагу».

## Память
В честь Григорьева названа средняя школа.